# Abdoul Wahab Berthé
Pour les articles homonymes, voir Berthé.
Abdoul Wahab Berthé, né en 1953 à Sikasso au Mali, est un avocat et homme politique malien. Il décède le 3 avril 2024 à Bamako[réf. nécessaire].

## Biographie
Abdoul Wahab Berthé étudie à Paris X Nanterre où il obtient un doctorat d'État en droit privé en 1985.
Il enseigne à la faculté de droits de Dakar et à la faculté de droits de l’université de Bamako .
Avocat inscrit au barreau malien, Abdoul Wahab Berthé est membre de l’Organisation pour l'harmonisation en Afrique du droit des affaires (Ohada), représentant de Institut international pour l'unification du droit privé (Unidroit) et membre de Association pour la promotion du droit des affaires de l'OHADA (Unida) .
En 1997, président du Parti malien pour le développement et le renouveau (PMDR), il est candidat à l’élection présidentielle malienne de 1997, mais retire sa candidature comme la plupart des autres candidats de l’opposition pour protester contre la mauvaise organisation des élections législatives et présidentielle.
Il milite ensuite à l’Union pour la république et la démocratie (URD) dont il est membre du bureau.
Le 3 octobre 2007, il est nommé ministre du Travail, de la Fonction publique et de la Réforme de l'État dans le gouvernement Modibo Sidibé . Il garde son poste dans le nouveau gouvernement lors du remaniement le 9 octobre 2009. Le 6 avril 2011, il est nommé ministre du Travail et de la Fonction publique dans le gouvernement Cissé Mariam Kaïdama Sidibé ,.

## Œuvres
Abdoul Wahab Berthé est auteur de plusieurs publications.
- "La vente internationale des marchandises" (Unidroit-1993).